# Simin Behbahani
Simin Behbahaní  (Teherán, 20 de julio de 1927-Teherán, 19 de agosto de 2014), nombre de nacimiento Simin Khalilí, fue una poetisa, traductora, letrista y activista iraní.
Fue conocida en particular por estar en contra de la lapidación, condena impuesta en su país desde 1979, y le fue asignado el nombre de la «Leona de Irán» por su activismo a favor de los derechos de las mujeres.

## Biografía
Hija de una destacada feminista, profesora, escritora, editora de un periódico y poeta Fakhre Ozma Arghun y Abbas Khalili editor y profesor. Estudió en la Universidad de Teherán. Se la considera un ícono intelectual en su país y poeta nacional, recibió muchos galardones y fue nominada dos veces para Premio Nobel de Literatura.
Publicó 16 libros, compuso más de trescientas canciones para músicos iraniés y creó más de 600 poemas.
Contrajo matrimonio con Hassan Behbahani desde 1946 al 1970 y luego con Manouchehr Koshyar desde 1971 al 2002, fue madre de tres hijos Ali, Omid y Hossein Behbahani.
En los últimos años su pasaporte fue confiscado para que no pudiera abandonar el país.
Falleció el 19 de agosto de 2014, a los 87 años.

## Libros
- 1951, El laúd roto
- 1954, La huella de tu pie
- 1961, Mármol
- 1971, Resurrección

## Premios
- 1998, Premio Hellman, de Derechos Humanos
- 1999, Premio de Derechos Humanos
- 2004, Premio Latifeh Yarshater
- 2007, Premio a la Libertad de Expresión]] de la Unión de Escritores de Noruega.
- 2008, Premio Latifeh Yarshater
- 2008, Premio Bita Daryabari de la Universidad de Stanford.